# Mike Hill (Filmeditor)
Michael „Mike“ Hill (* 1949 in Omaha, Nebraska; † 5. Januar 2023 ebenda) war ein US-amerikanischer Filmeditor.

## Leben
Vor seiner Karriere im Filmgeschäft studierte er an der University of Nebraska Omaha. Seinen Abschluss in criminal justice machte er im Jahr 1972. Anschließend arbeitete er als Wärter in einem Gefängnis in Kalifornien.
Sein Debüt als Editor gab er 1981 mit einem Fernsehfilm zur Serie Cagney & Lacey. Seit dem Film Nightshift – Das Leichenhaus flippt völlig aus aus dem Jahr 1982 arbeitete er bis 2015 zusammen mit seinen Kollegen Daniel P. Hanley als Editor für den Regisseur Ron Howard. Nur selten arbeiten die beiden mit anderen Regisseuren zusammen; eine Ausnahme war etwa Friedhof der Kuscheltiere. 1996 wurden sie mit dem Oscar für den Film Apollo 13 ausgezeichnet.

## Filmografie (Auswahl)
- 1982: Nightshift – Das Leichenhaus flippt völlig aus (Night Shift)
- 1983: Die Sünde der Schwester (Baby Sister)
- 1984: Splash – Eine Jungfrau am Haken (Splash)
- 1985: Cocoon
- 1985: Gung Ho
- 1986: Zwei unter Volldampf (Armed and Dangerous)
- 1988: Willow
- 1989: Friedhof der Kuscheltiere (Pet Sematary)
- 1989: Eine Wahnsinnsfamilie (Parenthood)
- 1990: Backdraft – Männer, die durchs Feuer gehen (Backdraft)
- 1990: So ein Satansbraten (Problem Child)
- 1992: In einem fernen Land (Far and Away)
- 1994: Schlagzeilen (The Paper)
- 1995: Apollo 13
- 1996: Kopfgeld – Einer wird bezahlen (Ransom)
- 1999: EDtv
- 2000: Der Grinch (How the Grinch stole Christmas)
- 2001: A Beautiful Mind – Genie und Wahnsinn (A Beautiful Mind)
- 2003: The Missing
- 2005: Das Comeback (Cinderella Man)
- 2006: The Da Vinci Code – Sakrileg (The Da Vinci Code)
- 2008: Frost/Nixon
- 2009: Illuminati
- 2011: Dickste Freunde (The Dilemma)
- 2013: Rush – Alles für den Sieg (Rush)
- 2015: Im Herzen der See (In the Heart of the Sea)